# Nageri Kaler
Nageri Kaler is een bestuurslaag in het regentschap Purwakarta van de provincie West-Java, Indonesië. Nageri Kaler telt 25.494 inwoners (volkstelling 2010).